# X-Wagen
Le x-Wagen (letteralmente: «carrozze tipo x», da non confondersi con le carrozze UIC-X) erano una serie di carrozze passeggeri delle ferrovie tedesche in uso sulle reti ferroviarie vicinali (S-Bahn).
Costruite dal 1978 al 1998, si caratterizzavano per la presenza di tre porte d'accesso per fiancata, per minimizzare i tempi d'incarrozzamento.
Gli ultimi esemplari, in servizio sulla S-Bahn di Norimberga, furono ritirati dal servizio con il cambio orario del 4 dicembre 2020.